# هارولد ديفيد لانغلي
هارولد ديفيد لانغلي (بالإنجليزية: Harold D. Langley) هو مؤرخ أمريكي، ولد في 15 فبراير 1925.